# Hippeastrum yungacense
Hippeastrum yungacense är en amaryllisväxtart som först beskrevs av Martín Cárdenas Hermosa och Ira Schreiber Nelson, och fick sitt nu gällande namn av Alan W. Meerow. Hippeastrum yungacense ingår i släktet amaryllisar, och familjen amaryllisväxter.
Artens utbredningsområde är Bolivia. Inga underarter finns listade i Catalogue of Life.